# Tonhuvud

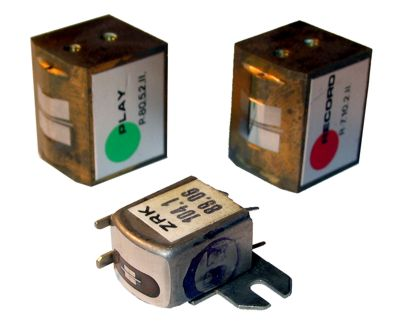
Exempel på tonhuvuden, eller läs- och skrivhuvuden som de kallas i datalagringssammanhang.

Ett tonhuvud är den magnetiska komponent som i en bandspelare läser av informationen på magnetbandet. 
Den enhet som känner av informationen på en grammofonskiva kallas pick-up eller nålmikrofon.